# Bunhill fields

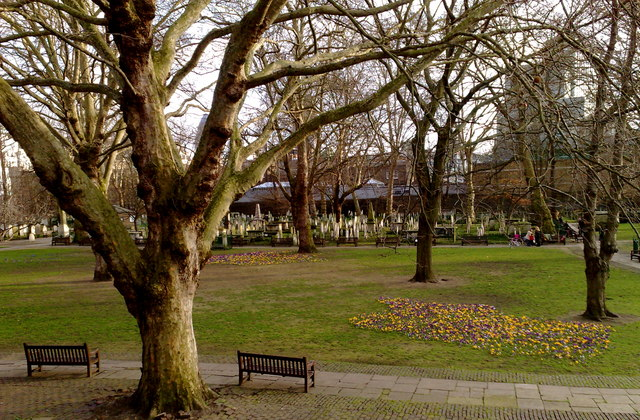
Bunhill fields.

Bunhill fields är en park belägen i en före detta begravningsplats i London i England. Den är på omkring 4 hektar och i den södra delen står gravstenar tätt och inhägnat med gångar emellan. I den norra delen finns öppna gräsplaner.
Ordet Bunhill kan härstamma från bone hill, ungefär benkullen, och enligt en tradition var det även en förkristen saxisk begravningsplats. Förmodligen härstammar namnet från 1500-talet när stora mängder ben flyttades från ett benhus som tillhörde den gamla Sankt Paulskatedralen.
Kyrkogården öppnade 1685 och var en protestantisk kyrkogård som dominerades av nonkonformister, det vill säga motståndare till Engelska kyrkan. Den ligger i närheten av John Wesleys, grundaren av metodistkyrkan, bostad och kapell och i närheten har kväkarna en mötesplats. Här ligger även John Bunyan, Daniel Defoe, poeten William Blake samt John Wesleys mor Susanna Wesley begravda. När den stängdes 1855 hade 120 000 personer begravts här. City of London öppnade begravningsplatsen som park redan 1867.
Den drabbades svårt av andra världskrigets bombningar under slaget om Storbritannien och under 1960-talet genomgick den en omfattande restauration under ledning av landskapsarkitekten Peter Shepheard. Gravstenarna placerades tätt i den södra delen av parken för att visa hur begravningsplatserna såg ut i London i början av 1800-talet. I norra delen finns öppna gräsytor.